# アリゲーター2
『アリゲーター2』（Alligator II: The Mutation）は、1991年のアメリカ合衆国のパニックホラービデオ映画。1980年の『アリゲーター』の続編である。日本では劇場公開された。

## ストーリー
ある夜、ヴィニー・ブラウン社長の指示で男たちが下水道に化学廃棄物を流していた。その後魚を捕りに来た2人の兄弟が何かに襲われ死亡し、翌日食いちぎられた足が川を下って湖に流れ着く。誕生日を迎えたデヴィッド・ホッジス刑事は妻と子供によるサプライズプレゼントを受け取る。ブラウンはアンダーソン市長とともに街の開発のための出資金を募り、出資者から週末に問題が起こらなければ金を払うと言われる。警察署に出勤したホッジスは、そこで父と叔父が帰ってこないという娘と母親に会う。彼は2人の捜索を約束し、彼女たちを帰らせる。新米のリッチ・ハーモン巡査から2人についての書類を受け取ったホッジスは、彼から湖に足が付いた長靴が流れついたことを報告され、鑑識係から足は切断されたのではなく何かに食いちぎられたと話される。ホッジスは足から採取された物質の鑑識結果を聞くため、妻で研究室に勤めるクリスティーヌに連絡する。彼女からこれだけだと動物によるものとは断定できないため湖の水質を詳しく調べるよう言われ、今夜彼女の家で話し合うことを提案される。電話の後で鑑識係は下水道に何かしら関係があるとホッジスに伝える。
湖を見に来たホッジスは、立ち退きを強いられていることに抗議する知り合いのアンナを見つける。ホッジスは彼女から、多くの漁師がブラウンの再開発事業のために立ち退きを迫られ、今回彼が捜査している兄弟も圧力に負けて土地を手放したと聞かされる。クリスティーヌの家を訪れたホッジスは、精査の結果ワニによるものだと話される。ワニが下水道に潜んでいるということを信じられないホッジスだが、彼女からニューヨークでも同じ事例があり餌さえあればどんどん成長すると言われる。このことを報告するためホッジスは警察署長と落ち合い、ブラウンが主催するイベントを中止させるよう伝えるが物別れになる。その後彼は市長とブラウンの元に行くが、ブラウンからワニがいることが本当なら内密に対処するとだけ言われ、ホッジスがイベントを中止するよう要求すると護衛のハーモン巡査に指示して拘束させる。2人が去った後市長はブラウンを問い詰めるが、市長の権限を利用して警察に圧力をかければいいと言い返される。

## キャスト
| 役名                               | 俳優                       | 日本語吹替   | 日本語吹替                     |
| 役名                               | 俳優                       | VHS版        | テレビ東京版                   |
| ---------------------------------- | -------------------------- | ------------ | ------------------------------ |
| デヴィッド・ホッジス               | ジョセフ・ボローニャ       | 玄田哲章     | 大塚明夫                       |
| クリスティーヌ・ホッジス           | ディー・ウォレス           | 吉田理保子   | さとうあい                     |
| ホーク・ホーキンス                 | リチャード・リンチ         | 糸博         | 金尾哲夫                       |
| リッチ・ハーモン                   | ウディ・ブラウン           | 江原正士     | 藤原啓治                       |
| シェリー・アンダーソン             | ホリー・ギャグニアー       | 佐々木優子   | 紗ゆり                         |
| アンダーソン市長                   | ビル・デイリー             | 上田敏也     | 峰恵研                         |
| ヴィンセント・”ヴィニー”・ブラウン | スティーヴ・レイルズバック | 仁内建之     | 田原アルノ                     |
| 警察署長                           | ブロック・ピーターズ       | 石森達幸     | 円谷文彦                       |
| J・J・ホッジス                     | ティム・アイスター         | 佐々木優子   |                                |
| カーメン                           | ヴォヨ・ゴリッチ           |              | 笹岡繁蔵                       |
| 医師                               | バックリー・ノリス         | 上田敏也     | 小関一                         |
| ルーベン・ルイス                   | ジュリアン・レイズ         |              | 星野充昭                       |
| アンナ                             | クリスティン・アヴィラ     | 浅井淑子     |                                |
| 不動産ブローカー                   | エルカナー・バーンズ       | 三木眞一郎   |                                |
| DJ ジャックハマー                  | ボブ・キャディ             | 津久井教生   | 荒川太郎                       |
| ワイノ・ヘンリー                   | カーメン・フィルピ         | 石森達幸     | 稲葉実                         |
| ジーナ                             | タニア・メヒア             | 篠原恵美     | 沢海陽子                       |
| その他                             |                            | 桜井敏治     | 辻親八 磯辺万沙子 種田文子     |
| 日本語版スタッフ                   |                            |              |                                |
| 演出                               | N/A                        | 山田智明     | 伊達康将                       |
| 翻訳                               | N/A                        | 安西敏       | 徐賀世子                       |
| 調整                               | N/A                        |              | 荒井孝                         |
| 効果                               | N/A                        |              | リレーション                   |
| 担当                               | N/A                        |              | 大谷俊賢                       |
| プロデューサー                     | N/A                        |              | 村賀道孝 柳川雅彦              |
| 制作                               | N/A                        | ビデオテック | テレビ東京 東北新社            |
| 制作協力                           | N/A                        |              | テレビハウス                   |
| 初回放送                           | N/A                        |              | 1993年3月11日 『木曜洋画劇場』 |

※ 2024年に是空／TCエンタテインメントより発売の『アリゲーター１＆２ UHD＋BD パーフェクトBOX 初回限定生産』及び『アリゲーター2 2Kレストア版 Blu-ray』には、2種類全ての音源が収録。

## スタッフ
- 監督：ジョン・ヘス（英語版）
- 脚本：カート・アレン
- 製作：ブランドン・チェイス、ケイリー・グリーバーマン
- 撮影監督：ジョセフ・マンジーン
- プロダクションデザイナー：ジョージ・コステロ
- 編集：クリストファー・エリス、マーシャル・ハーヴェイ
- 衣裳デザイン：エリザベス・スコット
- 音楽：ジャック・K・ティラー